# Thalia Prokopiou
Thalia Prokopiou (grekiska: Θάλεια Προκοπίου), född 1972 i Aten, är en grekisk skådespelare som personifierade Heras översteprästinna vid tändandet av den olympiska elden 2004.